# Cooperativismo en el Perú
En el Perú el cooperativismo surge a fines del siglo XIX y la segunda década del siglo XX con las primeras cooperativas peruanas dentro del incipiente movimiento obrero junto con el mutualismo artesanal, constituyéndose en la primera corriente cooperativista en el Perú. 

## Antecedente
Luego de la Conquista la tradición indígena de cooperación quedó relegada, aunque pervivió latente el sentido comunitario de la propiedad productiva, manifestación que todavía pervive, gracias a las “Ordenanzas de Toledo”, (dictadas en el Gobierno del Virrey Toledo 1568 – 81) que crearon las parcialidades, las mismas que dieron origen a las Comunidades Indígenas, hoy Comunidades Campesinas.

## Legislación Cooperativas
1. La Ley General de Cooperativas N.º 15260 se dictó en el Perú el 14 de diciembre de 1964 en el primer gobierno del Arquitecto Fernando BELAUNDE TERRY.
2. El Decreto Legislativo N.º 085, en el segundo gobierno de Fernando BELAUNDE TERRY (1981).
3. Texto Único Ordenado aprobado por Decreto Supremo N.º 074-90-TR del 1 de julio de 1991 en el gobierno de Alberto FUJIMORI.
4. Ley N.º 29271 - Ley que establece que el Ministerio de la Producción es el sector competente en materia de Promoción y Desarrollo de Cooperativas.

"Artículo 2.- Competencia en materia de promoción y fomento de Cooperativas.
El Ministerio de la Producción formula, aprueba y ejecuta las políticas de alcance nacional para el fomento y promoción de las cooperativas como empresas que promueven el desarrollo económico y social. Para tal efecto, dicta normas de alcance nacional y supervisa su cumplimiento."